# جورج بيرت
جورج بيرت هو نقابي كندي، ولد في 17 أغسطس 1903، وتوفي في 1988.